# Johann Daniel Lawaetz

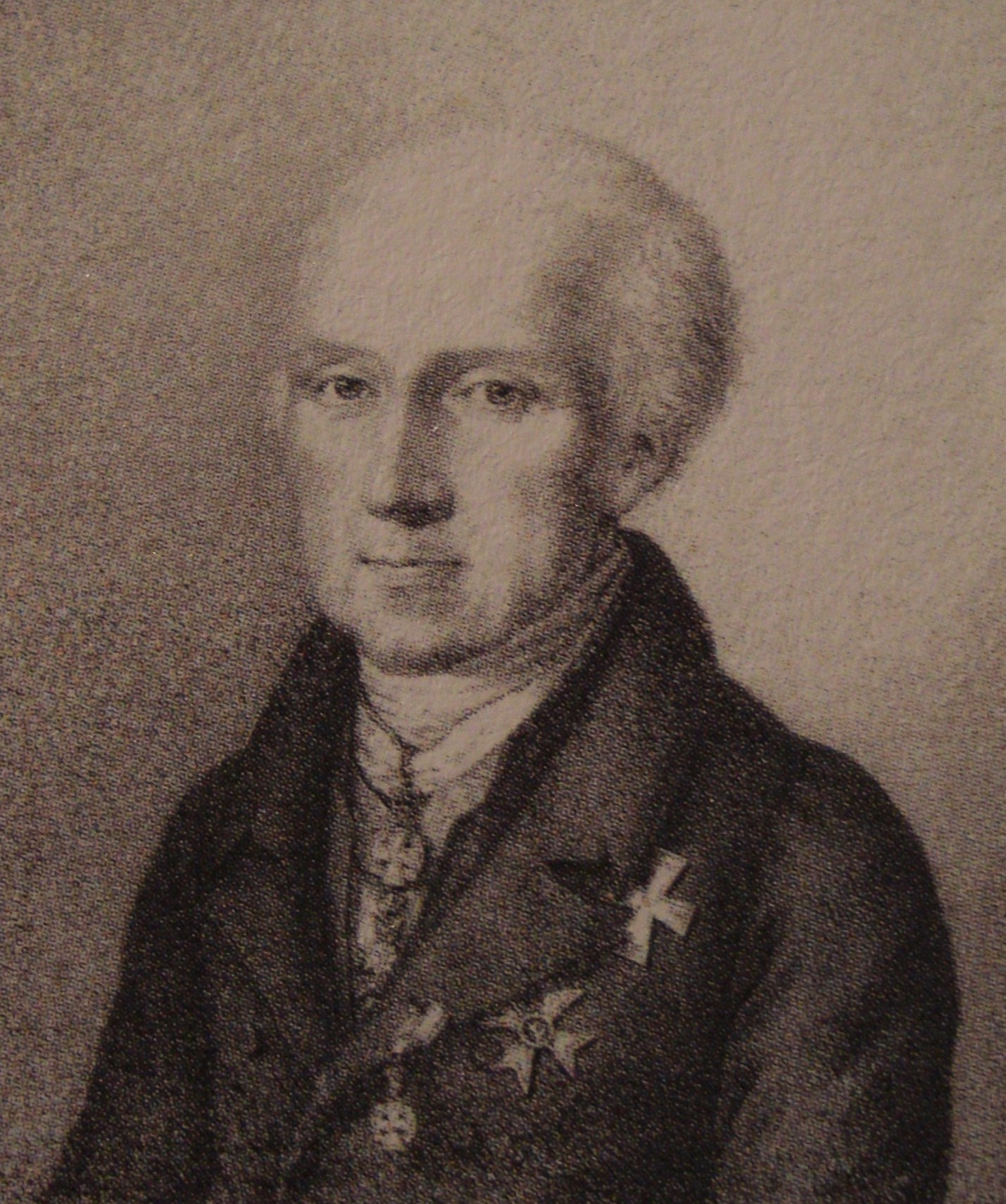
Johann Daniel Lawaetz, Federlithographie von Carl Friedrich Kroymann (1827)

Das Landhaus Johann Daniel Lawaetz erbaut 1798 von Christian Frederik Hansen, 1943 durch Bomben zerstört

Vorderseite Gedenkmünze

Rückseite Gedenkmünze

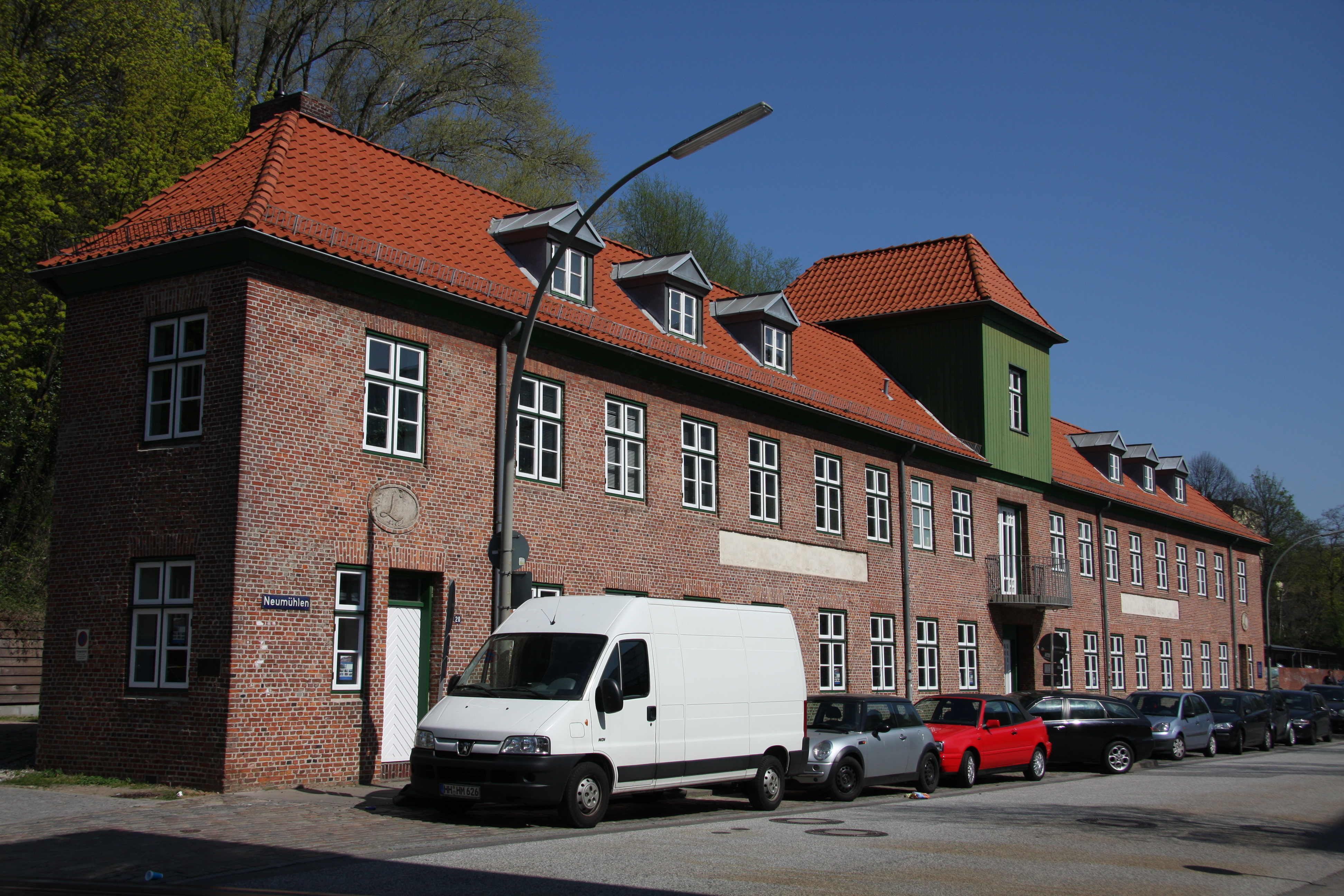
Das Lawaetz-Haus in Hamburg-Ottensen, Sitz der gleichnamigen Stiftung

Johann Daniel Lawaetz (* 19. Februar 1750 in Rendsburg; † 7. Oktober 1826 auf seinem Landsitz bei Neumühlen) war ein deutscher Kaufmann und dänischer Etatsrat.

## Leben
Johann Daniel Lawaetz weilte 1762–1772 zur kaufmännischen Ausbildung bei der Firma „Pierre His“ in Hamburg. Er ließ sich nach verschiedenen Auslandsreisen 1778 als Händler und Manufakteur in Altona nieder. 1793 kaufte er sich in Neumühlen nahe Ottensen ein und errichtete mehrere bedeutende Industriebetriebe.
Er war Philanthrop und Sozialreformer und von den Ideen der Französischen Revolution geleitet.
Er war der Sohn von Hinrich Franz Lawätz (1715–1762) und Hed(e)wig Christiane, geb. Otte. Seine Brüder waren Christian Otto Lawätz (1745–1800), Heinrich Wilhelm Lawätz (1748–1825) und Ferdinand Otto Vollrath Lawätz (1751–1840).
Johann Daniel Lawaetz wurde auf dem alten Kirchhof der Christianskirche in Hamburg-Ottensen bestattet.

## Leistungen
Johann Daniel Lawaetz wurde zum erfolgreichen Kaufmann und Textilindustriellen, war geschäftstüchtig und sozial sehr engagiert. Aus der Erkenntnis des Zusammenhangs zwischen Staats- und Wirtschaftskrisen und deren Auswirkungen vor allem für die, wie er sie nannte, „unteren Bevölkerungsschichten“, leitete Lawaetz die Notwendigkeit einer staatlichen Arbeitspolitik ab.
1807 übertrug er die Leitung seines Geschäfts Heinrich Friedrich Lawätz (1791–1852), dem Sohn seines Bruders Heinrich Wilhelm Lawätz.
1815 erschien sein Buch mit dem Titel: Über die Sorge des Staats für seine Armen und Hülfsbedürftigen. Der Kerngedanke der Schrift war es, Arbeitslosigkeit, Armut und Obdachlosigkeit nicht mit Almosen, sondern durch „Gelegenheit und Mittel“ zu bekämpfen, die „ihn (den Hülfsbedürftigen) auf den selbst gewünschten Weg des Erwerbs bringt“, also Hilfe zur Selbsthilfe.
Lawaetz war Direktor der Armenkolonie Friedrichsgabe, die er 1821 gegründet hatte und aus der sich der heutige Ortsteil Norderstedts entwickelte. Er war zudem Vizepräsident der 1812 von ihm gegründeten „Schleswig-Holsteinischen Patriotischen Gesellschaft“ (siehe Gedenkmünze von 1827) sowie Förderer der Armenunterstützungsinstitute.

## Lawaetz-Stiftung
Zu seinen Lebenszeiten regte Lawaetz die Schaffung eines Instituts an. Gegründet wurde die gemeinnützige Johann Daniel Lawaetz-Stiftung (kurz Lawaetz-Stiftung) als Stiftung des bürgerlichen Rechts 1986 durch die Freie und Hansestadt Hamburg. Als Stiftungskapital stellte die Hansestadt das Lawaetz-Haus, Neumühlen 16–20, am Fuß des Elbhangs zur Verfügung. Dieses langgestreckte Haus wurde 1802 als Teil eines größeren Fabrikkomplexes erbaut. Zwischen 1986 und 1989 in denkmalgerechter Form instand gesetzt, bietet das Lawaetz-Haus Platz für Büro- und Beratungsräume sowie für Ausstellungen und Veranstaltungen.
Ziel der in Hamburg ansässigen Stiftung ist nach eigener Aussage, sozial- und wirtschaftlich benachteiligten Personengruppen über innovative Methoden der Mobilisierung von Selbstorganisationspotenzialen Zugänge zum Arbeits-, Ausbildungs- und Wohnungsmarkt zu ermöglichen:

„Aufgabe der Stiftung ist es, auf der Grundlage der Zwecke der Spitzenverbände der freien Wohlfahrtspflege solche Projekte zu initiieren und zu fördern, die für sozial benachteiligte Personen Wohn-, Arbeits- und Ausbildungsmöglichkeiten schaffen.“

Die Lawaetz-Stiftung fördert seit 1987 Wohn- und Mietergruppen, die mit Eigenleistung alte Gebäude instand setzen und damit bezahlbaren Wohnraum erhalten oder schaffen. Als zusätzliche Aufgabe hat die Lawaetz-Stiftung 1988 die Verwaltung von städtischen Liegenschaften übernommen und der Johann Daniel Lawaetz-Stadtentwicklungs GmbH übertragen. 1990 erwarb die Lawaetz-Stiftung mit Hilfe öffentlicher Mittel einen Großteil der Falkenried-Terrassen und übergab sie der Falkenried-Mietergenossenschaft zur Selbstverwaltung.
Seit 2008 ist die Hamburger Landeskoordinierungsstelle des Beratungsnetzwerks gegen Rechtsextremismus bei der Lawaetz-Stiftung angesiedelt. Nach einer ersten Phase der Konsolidierung wurde der Aufbau und die Koordination eines mobilen Beratungsteams an Arbeit und Leben Hamburg e. V. und die DGB-Jugend Nord übertragen.
Neben der Johann Daniel Lawaetz-Stadtentwicklungs GmbH existiert eine weitere hundertprozentige Tochtergesellschaft der Stiftung, die Lawaetz-Service GmbH, die seit etwa 1995 im Wohnungsbau für Wohnungslose engagiert ist.
Im Oktober 2014 erwarb die Lawaetz-Stiftung, als Treuhänderin der Stadt Hamburg, die Rote Flora für einen Kaufpreis von 820.000 Euro.

## Auszeichnungen
- Titel Etatsrat (1790)
- Titel Konferenzrat (28. Januar 1813)
- Dannebrogorden

Ritter (1810)
Dannebrogsmann (28. Oktober 1817)
Kommandeur (18. November 1823)
- Kommandeur I. Klasse des Hausordens vom Goldenen Löwen am 20. September 1820

## Werke
- Ueber die Sorge des Staats fuer seine Armen und Huelfsbeduerftigen. Hammerich, Altona 1815, Digitalisat.
- Ueber Armen-Kolonien. Zum Besten, der in  Holstein zuerst zu errichtenden Armen-Kolonie. 2. Ausgabe. Hammerich, Altona 1821. Digitalisat[12]

## Porträt
- Carl Friedrich Kroymann: Brustbild, Federlithographie, 1827, 32,5 cm, 23,8 cm (B), (online, Museum Altona)